# Jean Eugène Robert-Houdin

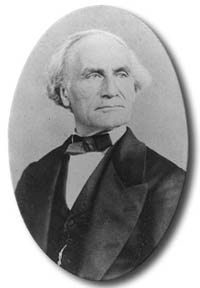
Jean Eugène Robert-Houdin

Jean Eugène Robert-Houdin (geboren als Jean Eugène Robert) (Blois, 7 december 1805 – Saint-Gervais-la-Forêt, 13 juni 1871) was een Franse goochelaar.

## Biografie
Jean Eugène Robert-Houdin werd geboren als Jean Eugène Robert op 7 december 1805. Zijn vader Prosper Robert was een getalenteerd uurwerkmaker en werkte in Blois aan de Rue Grande 68. Stiekem sloop hij weleens zijn vaders atelier binnen om zijn vader te observeren en de voorwerpen te bekijken. Hier kreeg de jonge Jean Eugène Robert zijn passie voor de mechanica. Na zijn studie letteren in Orléans van 1816 tot 1823 werkte hij korte tijd als kopieerklerk. Jean Eugène overtuigde uiteindelijk zijn ouders om als leerling horlogemaker bij zijn neef Jean Martin Robert in dienst te treden.
Het is op dit punt dat het lot een wending nam toen zijn neef suggereerde dat hij een boek over uurwerken moest kopen als steun bij zijn studie. Jean Eugène ging naar een boekhandel om een boek te kopen van Berthouds verhandeling over uurwerkmaken, maar de boekhandel gaf hem het verkeerde boek mee, de "Dictionaire Encyclopedique des Amusements des Sciences et Mathématiques", een boek over goochelen en goochelaars. Nog een bijzondere wending van het lot werd veroorzaakt doordat Jean Eugène handig genoeg bleek om als handelsreiziger namens zijn neef op te treden, hij werd naar de horlogemaker Noriet in Tours gestuurd om er enige tijd ervaring op te doen. Op een gegeven moment kreeg hij voedselvergiftiging en besloot terug te keren naar Blois. Maar in een hallucinerende toestand viel hij uit de postkoets en verloor het bewustzijn. Hij werd gered door Torrini (Comte de Grisy), de beroemde reizende goochelaar die hem enige tijd verpleegde. Hij reisde zes maanden met Torrini mee en leerde van hem goochelen. Hij was graag bij Torinni gebleven, maar besloot toch terug te keren naar Blois. Hij vond er een baan als horloge- en klokkenschoonmaker, wat hem echter niet beviel. In 1826 repareerde Robert het Componium, een orkest-automaat van de Hollander Diederich Nicolaus Winkel. Winkel stierf kort daarvoor.
Een erfenis van zijn grootvader in 1829 was alles wat hij nodig had om een eigen bedrijf te beginnen in Parijs en het beroep naar eigen inzicht vorm te geven. Al eerder ontmoette hij zijn eerste vrouw, Cécile-Églantine Houdin, de dochter van de chronometer- en uurwerkmaker François Jacques Houdin, die nog gewerkt had bij Breguet tot diens dood in 1823.

### Parijs
Houdin nodigde Jean Eugène om bij hem te werken aan de Rue de Harley en op 11 juli 1830 trouwde hij met Cécile-Églantine. Hierna veranderde hij zijn naam in Robert-Houdin, ongetwijfeld vanwege de roem die de naam Houdin had in de wereld van de uurwerkmakers. Toch waren deze eerste jaren niet zonder zorgen, mede door het onfortuinlijke faillissement van zijn schoonvader.
Robert-Houdin startte zijn eigen bedrijf in de Rue Vielle-du-Temple No. 68, in een wijk van Parijs, Le Marais, die bekendstond om zijn kundige ambachtslieden en vernieuwers. Daar begon hij met de ontwikkeling en het maken van zijn mysterieuze klokken en automata met de hulp van zijn schoonvader, die enige tijd na zijn faillissement Chef d’Atelier bij Constantin Louis Detouche geworden was. In 1837 verkrijgt hij zijn eerste patent voor een "réveil briquet", een wekker die een kaars ontsteekt. Veel van zijn klokken en automata gebruikte hij later bij zijn optredens, met inbegrip van "De speler met de Beker" en "The Singing Birds".
De eerste van zijn mysterieklokken toonde hij op de Franse nijverheidstentoonstelling van 1839, waar hij werd bekroond met een bronzen medaille. Hij continueerde het maken van verschillende soorten mysterieuze klokken waaronder het bekroonde model dat werd gemaakt vanaf 1837. Deze klokken zijn indrukwekkend door de bijzondere magische wijze van tijdsaanduiding. Het lijkt of dat de wijzers uit het niets worden aangedreven, men kijkt dwars door wijzerplaat van de klok heen. Een ingenieus weggewerkt mechaniek zorgde voor de aandrijving van de wijzers. Zijn eerste modellen hadden ronde wijzerplaten, waardoor nogal snel door collega's werd gezegd dat dit wel een simpele constructie was. Zijn latere modellen maakt hij dan soms vierkant of rechthoekig waardoor het effect nog sterker is zoals bij de serie VI. Zijn vrouw Cécile komt helaas al op 19 oktober 1843, slechts 32 jaar oud, te overlijden, Jean Eugène blijft met vier kinderen achter. Zijn tweede vrouw, Françoise-Marguerite-Olympe Braconnier, huwde hij slechts enige maanden later. Zij was voor hem en de kinderen een sterke ondersteuning in deze moeilijke tijd.
Jean Eugène gaat verder met het ontwikkelen van zijn ideeën en is van de eerste uurwerkmakers die elektriciteit in zijn uurwerken ging toepassen. Hierbij werkte hij nauw samen met Constantin Louis Detouche en ze verkrijgen gezamenlijk in 1856 een patent op een elektrische klok. Een van de eerste elektrische klokken die ontstond uit deze samenwerking kwam uiteindelijk in handen van Paul-Casimir Garnier. Nadat Jean Eugène's oudste zoon Emile Robert-Houdin het vak van horlogemaken had geleerd, nam hij de uurwerkzaak van zijn vader in 1859 over.

### Robert-Houdin de artiest

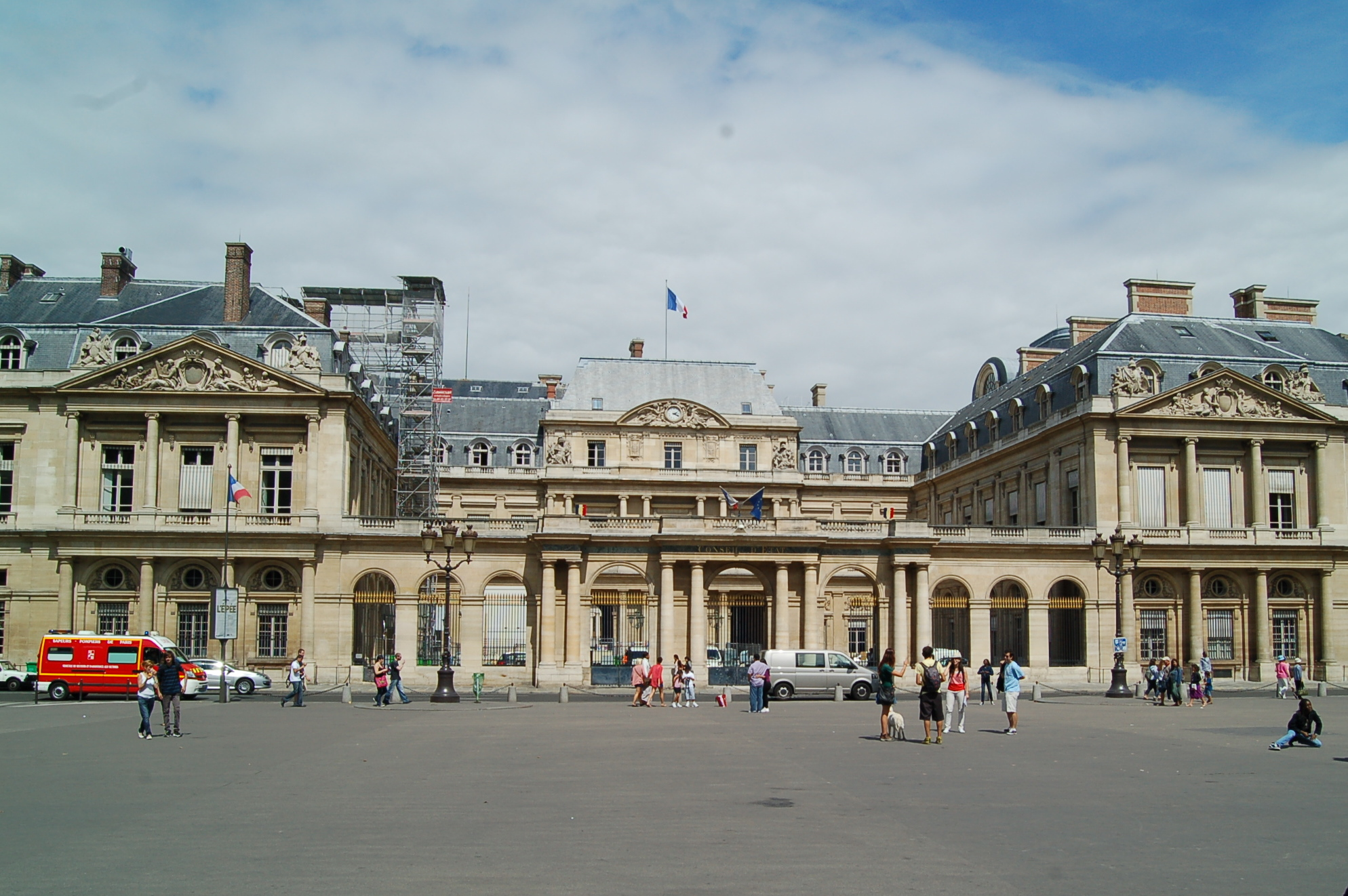
Palais Royal in Parijs

Blijkbaar had de magie een grote aantrekkingskracht op Jean Eugène Robert - Houdin, want echt wereldberoemd wordt hij met zijn eigen theater in het oude Palais Royal, waar hij het Parijse publiek bij zijn "Soirées Fantastique" met elegante kunststukken en automaten, optische illusies en mentale magie verrukte. Hiervoor ontwikkelde hij zelf de speciale effecten, mechanieken, en goocheltrucs.
Zijn eerste optreden was op 3 juli 1845 en ging bepaald niet vlekkeloos, doch niet lang daarna vergaapte "tout Paris" zich aan zijn bijzondere automaten. Hij trad bovendien nog op in het buitenland in België en Duitsland, en na een tournee in Engeland in 1848 werd hij gevraagd om een privé optreden voor de Britse koningin Victoria en haar familie in Buckingham Palace te geven. Grote steun voor hem en zijn kinderen was zijn nieuwe vrouw Françoise-Marguerite-Olympe Braconnier, met wie hij al enkele maanden na de dood van zijn eerste vrouw was getrouwd. Hoewel hij maar 11 jaar werkelijk als illusionist optrad wordt Robert-Houdin gezien als de vader van de moderne magie. Hij was de grote inspirator van de illusionist Harry Houdini (Ehrich Weiss) die zijn artiestennaam dan ook aan Robert-Houdin ontleende.

### De optisch specialist

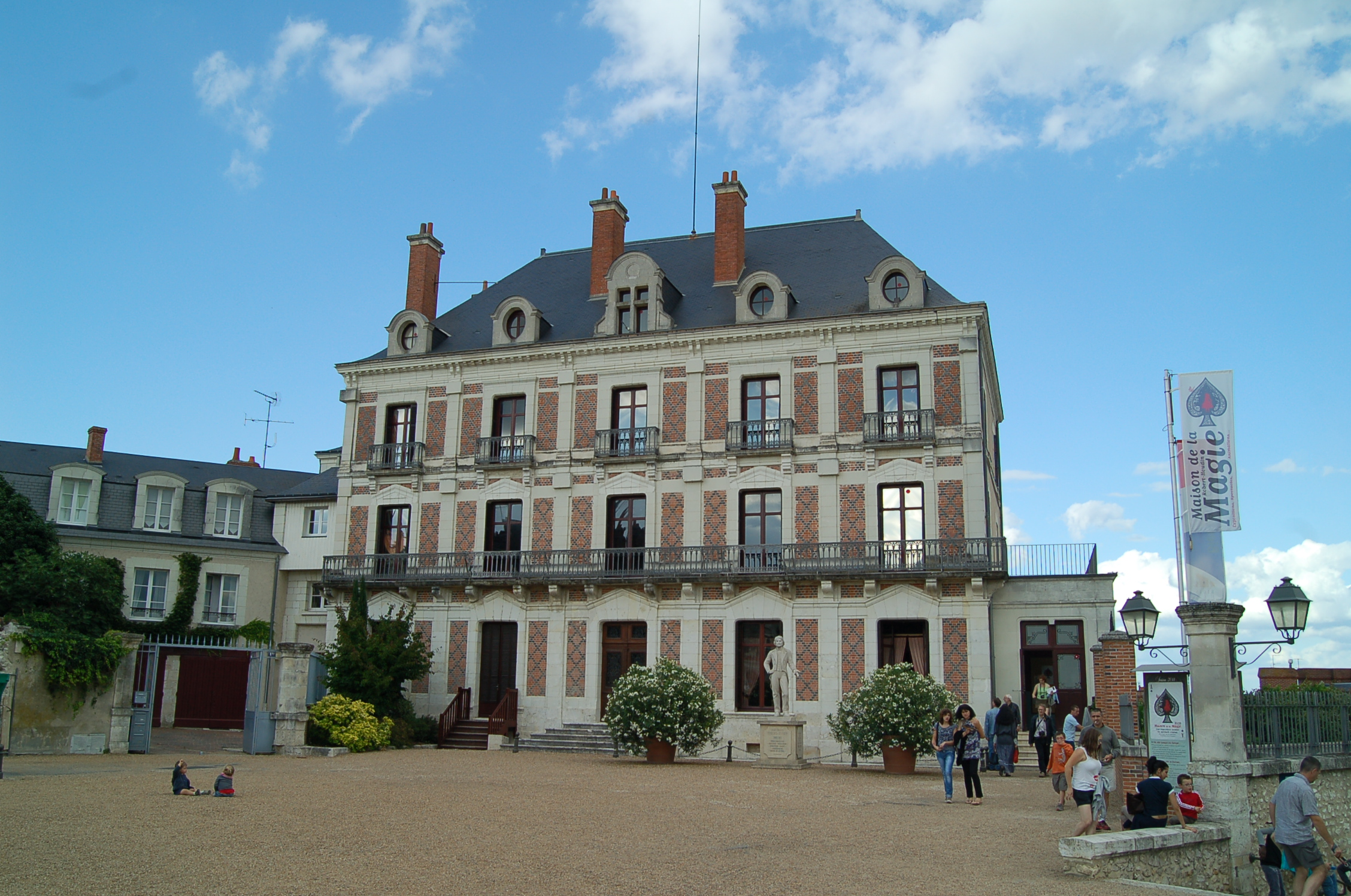
Museum Maison de la Magie in Blois

Veel minder bekend is zijn werk voor de oogheelkunde en optische waarneming, waar hij op later leeftijd aandacht aan besteedde. Hij vond verschillende instrumenten uit voor dit doel en publiceerde tal van documenten over oogheelkunde. In 1858 werd hij verkozen tot lid van de Société des Sciences et Lettres de Loir et Cher en in 1869 lid van de Société des Gens de Letters. Het internationale Ophtalmologie-congres in 1867 eerde hem met een gouden medaille.
Jean Eugène Robert - Houdin stierf op vijfenzestigjarige leeftijd in Saint-Gervais bij Blois op 13 juni 1871 aan een longontsteking, zwaar aangeslagen door de dood van zijn zoon Joseph-Prosper Eugène (1837-1870) in de slag bij Reichshoffen op 7 augustus tijdens de Frans-Pruisische Oorlog. Zijn opleiding in de letteren kwam hem nog goed van pas bij het schrijven van zijn autobiografie. Naast zijn autobiografie zijn er verschillende andere boeken over hem geschreven, en er is zelfs een film, "Une vie de magicien", over zijn werk verschenen. Tegenover het kasteel van Blois is nu het museum Maison de la Magie waarin zijn werk als uurwerkmaker en illusionist levend wordt gehouden.